# Simulium wuzhishanense
Simulium wuzhishanense es una especie de insecto del género Simulium, familia Simuliidae, orden Diptera.

## Distribución
Se distribuye por Hainan Sheng.

## Taxonomía
Fue descrita científicamente por Chen, 2003. Fue publicada en Notes on Chinese members of the Simulium striatum-group, with descriptions of three new species (Diptera, Simuliidae). 28(2): 336-342.